# Corno Guazza
Il Corno Guazza è una montagna delle Prealpi Orobie, catena del Pizzo Formico, alta 1270 m s.l.m.

## Descrizione
Il Corno Guazza è un massiccio secondario della catena del Pizzo Formico (1.636 m), che la conclude ad ovest, ed è situato in val Seriana, in provincia di Bergamo. La vetta principale si trova nel punto di incontro dei territori comunali di Ponte Nossa, Clusone e Gandino. Il massiccio presenta anche una cima minore, il Corno Falò (1.147 m), che scende a picco sul fiume Serio nei pressi del centro abitato di Ponte Nossa.
La vegetazione che lo riveste è folta nella parte inferiore e composta principalmente da latifoglie, anche se non manca la presenza di qualche abete rosso. Con l'aumentare dell'altezza, la vegetazione diventa sempre più rada e lascia spazio a prati ed arbusti a causa dell'elevata pendenza del suolo.

## Sentieri
Dall'abitato di Ponte Nossa si stacca un sentiero che, percorrendo un versante particolarmente ripido, porta alla cima del Corno Falò, da dove, con percorso libero, si può raggiungere la cima principale del Corno Guazza. 
Dal Corno Falò si gode di un'ampia visuale sulle montagne dell'alta Valle Seriana: il vicino Pizzo Frol (1.050 m), montagna oggetto nel periodo 2002-2003 di una campagna di immissione del muflone da parte della provincia di Bergamo, il Monte Alben (2.019 m), la Cima di Campelli (1.899 m), il Grem, fino al Pizzo Arera, e la catena che dal Monte Secco va alla Cima del Fop (2.322 m) e alla Cima Valmora (2.198 m).